# Атакамський космологічний телескоп
Атакамський космологічний телескоп (АКТ) — це шестиметровий телескоп на Серро Токо в пустелі Атакама на півночі Чилі, біля обсерваторії плато Чайнантор. Він призначений для проведення високоякісних досліджень неба на мікрохвилях з метою вивчення космічного мікрохвильового фонового випромінювання (КМФВ). Розташований на висоті 5 190 м.н.м., це один з найвищих постійних наземних телескопів у світі. 
AKT був запущений у роботу 22 жовтня 2007 року з приймачем наукових даних, Міліметровим болометричним масивом камер (MBAC), і завершив свій перший сезон в грудні 2007 року. Свій другий сезон спостережень він почав у червні 2008 року. АКТ завершив свою роботу в середині 2022 року. Йому на зміну в цій же локації зараз будується Обсерваторія Саймонса.

## Дизайн та розташування

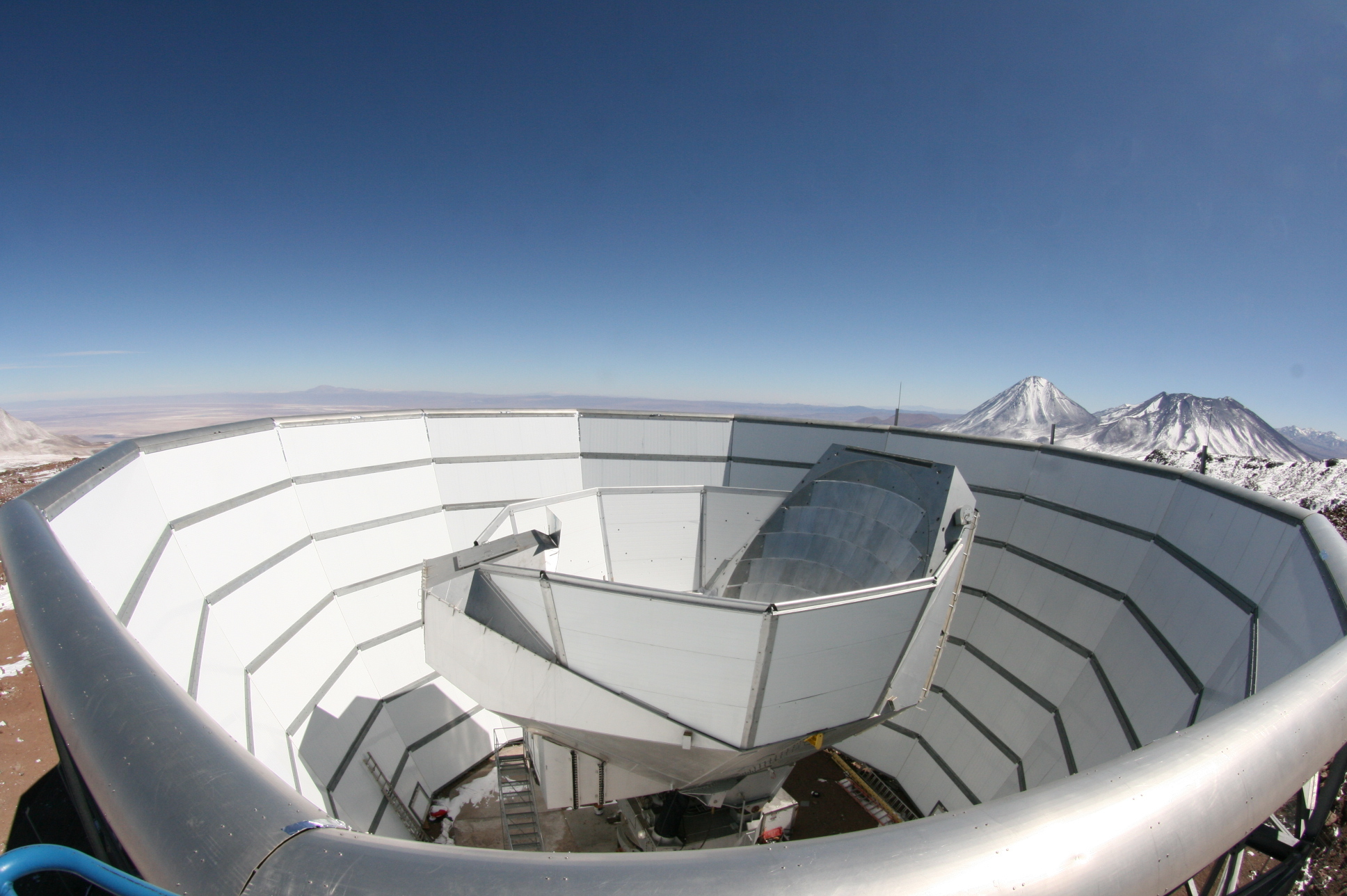
Вид на Атакамський космологічний телескоп з верхнього краю зовнішнього наземного екрана. Верхню половину сегментованого первинного дзеркала можна побачити над внутрішнім наземним екраном, який рухається з телескопом.

АКТ — це зміщений по осі грегоріанський телескоп з 6-метровим первинним дзеркалом і 2-метровим вторинним дзеркалом. Обидва дзеркала сегментовані, складаються з 71 (первинне) і 11 (вторинне) алюмінієвих панелей. На відміну від більшості телескопів, які стежать під час спостереження з небом, що обертається, AKT спостерігає за смугою неба, зазвичай у п'ять градусів шириною, скануючи назад і вперед по азимуту на відносно швидкій швидкості два градуси в секунду. Частина телескопа, що повертається, важить близько 32 тонн, що створює значний інженерний виклик. Наземний екран, що оточує телескоп, мінімізує забруднення мікрохвильовим випромінюванням, яке випромінює земля. Проектування, виготовлення та будівництво телескопа виконано компанією Dynamic Structures з Ванкувера, Британська Колумбія .
Спостереження робляться з розділенням приблизно у кутову хвилину (1/60 градусу) на трьох частотах: 145 ГГц, 215 ГГц і 280 ГГц. Кожну частоту вимірюють масивом площею 3х3 см з 1024 елементів, всього 3072 детекторами. Детектори — це надпровідні датчики перехідного краю, нова технологія, висока чутливість якої повинна дозволяти вимірювання температури КМФВ в межах кількох мільйонних градуса. Система кріогенних гелієвих холодильників зберігає температуру детекторів на третину градуса вище абсолютного нуля.
У своєму поточному огляді, АКТ огляне близько двохсот квадратних градусів неба.
Оскільки водяна пара в атмосфері випускає мікрохвильове випромінювання, яке забруднює вимірювання КМФВ, телескоп виграє від його посушливого, висотного місця розташування на високому — але легко доступному — плато Чайнантор в горах Анд в пустелі Атакама. Кілька інших обсерваторій розташовані в цьому регіоні, в тому числі ASTE, NANTEN2, APEX і ALMA .

## Наукові цілі

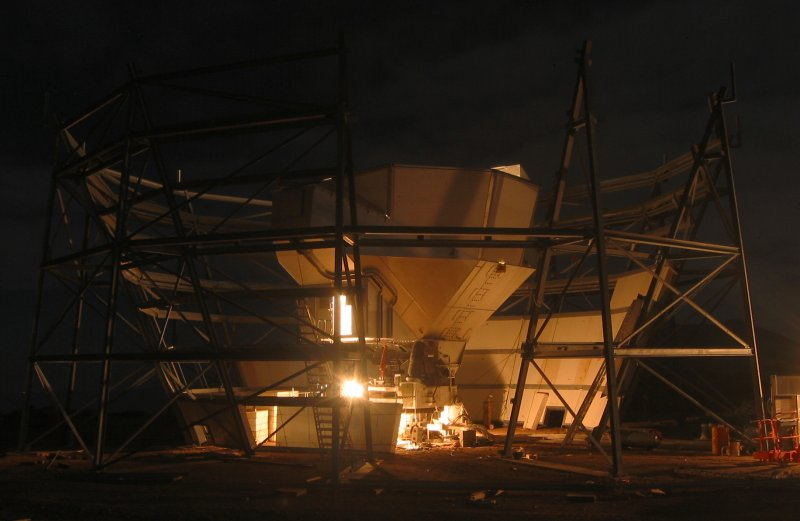
Атакамський космологічний телескоп. На цьому знімку наземний екран ще не завершений, що дозволило побачити телескоп.

Атакамський космологічний телескоп призначений для проведення високоякісних досліджень неба на мікрохвилях з метою вивчення космічного мікрохвильового фонового (реліктового) випромінювання. Проект є співпрацею між Принстонським університетом, Корнелльським університетом, Пенсильванським університетом, Центром космічних польотів імені Ґоддарда, Університетом Джонса Гопкінса, Університетом Британської Колумбії, Національним інститутом стандартів і технології, Понтифіціальним католицьким університетом Чилі, Університетом КваЗулу-Натал, Кардіффським університетом, Ратґерським університетом, університетом Піттсбурга, Колумбійським університетом, коледжем Хаверфорд, Вестчестерським університетом, Національним університетом астрофізики, оптики та електроніки (Мексика), Ліверморською національною лабораторією, Лабораторією реактивного руху, Торонтським університетом, університетом Кейптауна, Массачусетським університетом в Емгерсті і Йоркським коледжем Міського університету Нью-Йорк. Він фінансується Національним науковим фондом США.
Вимірювання космічного мікрохвильового фонового випромінювання (КМФВ) експериментами, такими як COBE, BOOMERanG, WMAP, CBI та багато інших, значно розширили наші знання з космології, особливо ранньої еволюції Всесвіту. Очікується, що спостереження КМФВ з більш високою роздільною здатністю не тільки покращать точність поточних знань, але й дозволять нові типи вимірювань. З роздільною здатністю АКТ має бути помітним ефект Сюняєва — Зельдовича, згідно з яким скупчення галактик залишають відбиток на КМФВ. Сила цього методу виявлення полягає в тому, що він є незалежним від червоного зсуву вимірюванням маси скупчень, що означає, що дуже віддалені, стародавні скупчення виявити так само легко, як і ближчі скупчення.
Очікується, що АКТ виявить десь 100 таких кластерів. Разом з подальшими вимірами у видимому і рентгенівському світлі, це дасть уявлення про еволюцію структури Всесвіту з часів Великого вибуху. Серед іншого, це поліпшить наше розуміння природи таємничої темної енергії, яка, здається, є домінуючою складовою Всесвіту.
Південнополюсний телескоп має подібні, але доповнюючі наукові цілі.

## Результати
У січні 2010 року АКТ оприлюднив результати вимірювання статистичних властивостей температури КМФВ до величини кутових хвилин. Він знайшов сигнали, які узгоджувались з невизначеними точковими джерелами та ефектом Сюняєва — Зельдовича. У 2011 році АКТ вперше виявив спектр потужності гравітаційного лінзування мікрохвильового фону, який, в поєднанні з результатами WMAP, вперше надав свідчення існування темної енергії лише на основі КМФВ. Пізніше були оприлюднені вимірювання спектру потужності КМФВ Південнополюсним телескопом, які також надали свідчення існування темної енергії тільки на основі КМФВ.

## Коментар
1. ↑  "Receiver Lab Telescope",  80-см інструмент, розташований вище (5 525 м.н.м.), але він не є постійним, оскільки змонтований на даху рухомого морського контейнера.[1] Нова Атакамська обсерваторія Токійського університету є значно вищою їх обох.